# Campoo de Enmedio
Campoo de Enmedio és un municipi situat en la Comunitat Autònoma de Cantàbria, en la comarca de Campoo-Los Valles. Els seus límits són: al nord amb Santiurde de Reinosa, a l'est amb Campoo de Yuso i Las Rozas de Valdearroyo, a l'oest amb Hermandad de Campoo de Suso, al sud amb Valdeprado del Río i Valdeolea i envoltat completament pel municipi, Reinosa.

## Localitats
- Aldueso, 19 hab.
- Aradillos, 26 hab.
- Bolmir, 259 hab.
- Cañeda, 129 hab.
- Celada Marlantes, 43 hab.
- Cervatos, 83 hab., distribuïts en els barris de San Pedro (82 hab.) i Sopeña (1 hab.).
- Fombellida, 29 hab.
- Fontecha, 37 hab.
- Fresno del Río, 190 hab.
- Horna de Ebro, 59 hab. dels que 22 estan al barri de Sierra.
- Matamorosa (Capital), 1.628 hab.
- Morancas, 4 hab.
- Nestares, 937 hab.
- Requejo, 320 hab.
- Retortillo, 111 hab., dels que 20 estan al barri de Quintanilla i 23 al de Villafría.
- Villaescusa, 58 hab.

## Demografia
| 1900  | 1910  | 1920  | 1930  | 1940  | 1950  | 1960  | 1970  | 1980  | 1990  | 2000  | 2006  |
| ----- | ----- | ----- | ----- | ----- | ----- | ----- | ----- | ----- | ----- | ----- | ----- |
| 2.695 | 2.787 | 3.271 | 4.542 | 4.162 | 4.499 | 4.621 | 3.887 | 4.037 | 4.109 | 3.972 | 3.932 |

Font: INE

## Administració
| Eleccions municipals, 25 de maig de 2003 |      |        |          |
| Partit                                   | Vots | %      | Regidors |
| PSOE                                     | 1493 | 50,83% | 6        |
| PP                                       | 708  | 25,01% | 3        |
| PRC                                      | 365  | 12,89% | 1        |
| IU                                       | 249  | 8,80%  | 1        |

| Eleccions municipals, 27 de maig de 2007 |      |        |          |
| Partit                                   | Vots | %      | Regidors |
| PSOE                                     | 1072 | 39,82% | 5        |
| PP                                       | 962  | 35,74% | 4        |
| PRC                                      | 434  | 16,12% | 2        |